# Самуково
Саму́ково (рос. Самуково, чув. Самоккасси) — присілок у складі Чебоксарського району Чувашії, Росія. Входить до складу Сарабакасинське сільського поселення.
Населення — 91 особа (2010; 62 у 2002).
Національний склад:
- чуваші — 98 %